# Ptahhotep
Ptahhotep, auch Ptah-hotep, war ein altägyptischer Wesir und Stadtverwalter, der gegen Ende des Alten Reichs gelebt und unter Isesi, dem vorletzten Pharao der 5. Dynastie, amtiert hat.

## Bedeutung
Er war in späterer Zeit Verfasser von insgesamt 37 Lebensmaximen, die als die älteste vollständig erhaltene Weisheitslehre gelten und ihm den Beinamen Der Weise einbrachten. Eine Kopie dieser Maxime des Ptahhotep auch Lehre des Ptahhotep, der Papyrus Prisse, befindet sich in der Bibliothèque nationale de France. Die Lehre in den erhaltenen Fassungen datiert in das Mittlere Reich und Neue Reich.

## Rezeption
Elisabeth Haich beschreibt in dem mystisch-biographischen Roman Die Einweihung die spirituellen Lehren Altägyptens aus der Sicht der Tochter des Pharaos. Ptahhotep ist dabei Onkel und spiritueller Lehrer der Protagonistin.